# Listen to a Country Song
Listen to a Country Song är ett studioalbum av Lynn Anderson, utgivet 1972. Från albumet släpptes två singlar, titelspåret samt "Fool Me". Båda blev framgångsrika countryhitlåtar under 1972, med en fjärdeplats som topplacering.

## Låtskrivare
Titelspåret skrevs av Alan Garth och Jim Messina. Messina kom senare att bli känd för sitt arbete med gruppen Loggins and Messina. "Fool Me" skrevs av Joe South, som också skrev Lynn Andersons hitlåt "(I Never Promised You A) Rose Garden".

## Mottagande
Allmänheten tog väl emot albumet, som blev en storsäljare. Det nådde som högst en tredjeplats på "Top Country Albums" och nådde topplaceringen 160 på albumlistan "Billboard 200". Albumet bestod av 11 spår, av vilka "That's What Loving You Has Meant To Me" hade legat på hennes tidigare album How Can I Unlove You. Bland låtarna finns en cover på en låt av Lynn Andersons mor Liz Anderson, "It Don't Do No Good to Be a Good Girl" samt "There's A Party Goin' On", en hitlåt som skrevs för Jody Miller av Lynn Andersons make Glenn Sutton och Jody Millers producent Billy Sherrill, vilken Lynn Anderson först velat släppa som singel själv.

## Låtlista
1. "Listen to a Country Song" (Alan Garth, Jim Messina)
2. "Reason to Believe" (Tim Hardin)
3. "There's a Party Goin' On" (Glenn Sutton, Billy Sherrill)
4. "Everybody's Reaching Out for Someone" (Dickey Lee, Allen Reynolds)
5. "If You Can't Be Your Woman" (G. Stovart, R. Sprague)
6. "Just Keep it Up" (G. Blackwell)
7. "Fool Me" (Joe South)
8. "Take Me to Your World" (Glenn Sutton, Billy Sherrill)
9. "You're Everything" (Glenn Sutton, Billy Sherrill)
10. "It Don't Do No Good to Be a Good Girl" (Liz Anderson)
11. "That's What Loving You Has Meant to Me" (Glenn Sutton)